# Marija Kursowa
Marija Andriejewna Kursowa, ros. Мария Андреевна Курсова (ur. 3 stycznia 1986) – rosyjska szachistka, reprezentantka Armenii od 2011, arcymistrzyni od 2007 roku.

## Kariera szachowa
Wielokrotnie reprezentowała Rosję na mistrzostwach świata i Europy juniorek w różnych kategoriach wiekowych, czterokrotnie zdobywając medale: dwa złote (Cala Galdana 1996 – MŚ do 10 lat, Kallithea 2001 – ME do 16 lat), srebrny (Budva 2003 – ME do 18 lat) oraz brązowy (Mureck 1998 – ME do 12 lat). Była również wielokrotną medalistką mistrzostw Rosji juniorek, m.in. w latach 1998 (III m. w kategorii do 16 lat), 2000 (dz. I-II m. w kategorii do 14 lat, wspólnie z Walentiną Guniną) i 2004 (I m. w kategorii do 18 lat).
W 2000 r. podzieliła III m. (za Tatianą Grabuzową i Jekatieriną Korbut, wspólnie z m.in. Tatianą Rubcową) w otwartym turnieju w Petersburgu. W 2001 r. podzieliła IV m. (za Olgą Ziminą, Juliją Deminą i Jekatieriną Korbut, wspólnie z m.in. Jekatieriną Połownikową) w finale indywidualnych mistrzostw Rosji, wypełniając pierwszą normę na tytuł arcymistrzyni. Dwie kolejne normy uzyskała w 2005 i 2007 r. (w obu przypadkach podczas indywidualnych mistrzostw Europy). W 2006 r. była uczestniczką pucharowego turnieju o mistrzostwo świata, w I rundzie odnosząc duży sukces w postaci zwycięstwa nad Zhao Xue. W II rundzie tego turnieju przegrała z Jekatieriną Kowalewską i odpadła z dalszej rywalizacji. W tym samym roku zajęła IV m. (za Iriną Wasiljewicz, Natalią Pogoniną i Elisabeth Pähtz) w memoriale Jelizawiety Bykowej, rozegranym we Włodzimierzu nad Klaźmą, natomiast w 2007 r. zwyciężyła w mistrzostwach Saratowa.
Wielokrotnie reprezentowała Armenię w turniejach drużynowych, m.in.:
- dwukrotnie na olimpiadach szachowych (w latach 2012, 2014)[3],
- dwukrotnie na drużynowych mistrzostwach świata (w latach 2011, 2015)[4],
- dwukrotnie na drużynowych mistrzostwach Europy (w latach 2011, 2013)[5].

Najwyższy ranking w dotychczasowej karierze osiągnęła 1 lipca 2007 r., z wynikiem 2366 punktów zajmowała wówczas 97. miejsce na światowej liście FIDE, jednocześnie zajmując 19. miejsce wśród rosyjskich szachistek.